# OneRepublic
OneRepublic es una banda estadounidense de pop rock formada en 2002, en Colorado Springs, Colorado, por el cantante Ryan Tedder y el guitarrista Zach Filkins. La banda alcanzó el éxito comercial en Myspace como un artista sin un sello discográfico que los respaldara. A finales de 2003, después de que OneRepublic tocara en un espectáculo en el área de Los Ángeles, una serie de sellos discográficos se acercaron a ellos con interés, pero en última instancia, OneRepublic firmó con Velvet Hammer, una compañía de discos subsidiaria a Columbia Records. Hicieron su primer álbum con el productor Greg Wells durante el verano y otoño de 2005 en su estudio Rocket Carousel, en Culver City, California. El álbum fue originalmente programado para su lanzamiento el 6 de junio de 2006, pero el grupo fue descartado por Columbia dos meses antes, por lo que el álbum nunca se lanzó. El primer sencillo de ese álbum, Apologize, fue lanzado el 30 de abril de 2006 en Myspace, donde recibió cierto reconocimiento, convirtiéndose en su primer número uno en las listas de dicho sitio.
En 2007 la banda lanzó su álbum debut, Dreaming Out Loud. Su primer sencillo, Apologize, remezclado por Timbaland, se convirtió en un gran éxito internacional, alcanzando el número uno en dieciséis países y, posteriormente, ganándose una nominación a los premios Grammy.  Actualmente, el sencillo cuenta con más de 16 millones de copias vendidas a nivel mundial.
El segundo sencillo, Stop and Stare, consiguió el éxito de su predecesor. El álbum fue certificado Platino por la Recording Industry Association of America (RIAA). El segundo álbum de la banda, Waking Up (2009), produjo los sencillos All the Right Moves, Secrets, Marchin On, y Good Life, con este último alcanzaron el top ten en la lista estadounidense Billboard Hot 100.
Su tercer álbum, Native (2013), se convirtió en el primer álbum de la banda en entrar al top ten en la lista Billboard 200, y el que alcanzó las mejores posiciones hasta la fecha, alcanzando el número cuatro. El primer sencillo, If I Lose Myself, entró dentro de los diez primeros lugares de popularidad en varios países, mientras que el tercer sencillo del álbum, Counting Stars, se convirtió en el sencillo más exitoso de la banda en los últimos años, logrando entrar al «top five» en Australia, Canadá, Alemania, Irlanda, Nueva Zelanda, Estados Unidos y el Reino Unido. También alcanzó el puesto número 2 en la lista Billboard Hot 100, igualando el lugar obtenido por Apologize en 2007.
Su tema Love Runs Out fue el tema principal del evento WWE Wrestlemania 35.

## Historia

### 1996ː Orígenes
La primera encarnación de lo evolucionado hasta convertirse en "OneRepublic"  fue en 1996, después de que Ryan Tedder y Zach Filkins se hicieron amigos durante su último año en Colorado Springs Christian High School en Colorado Springs, Colorado. Durante un viaje a casa, mientras Filkins y Tedder discutían acerca de sus músicos favoritos (tales como Fiona Apple, Peter Gabriel y U2), decidieron formar una banda. Se alistaron algunos amigos y llamaron a su grupo de rock "This Beautiful Mess" - frase que logró por primera vez obtener renombre aun cuando Sixpence None the Richer, lanzaba su multipremiado segundo álbum de estudio, This Beautiful Mess. Tedder, Filkins & Co. tuvieron algunos pequeños conciertos en Pikes Perk Coffee & Tea House, con la presencia de amigos y familiares. Cuando el último año terminó, Tedder y Filkins se separaron, y cada uno asistió a diferentes colegios.

### 2002-07: Reencuentro
Reunidos en Los Ángeles en 2002, Tedder y Filkins re-formaron su segunda banda bajo el nombre de Republic. Tedder, que para entonces era ya un productor y compositor de renombre, había convencido a Filkins que vivía en Chicago para mudarse. Nueve meses más tarde, la banda firmó con Columbia Records. Después de unos cambios en cuanto a la integración, el grupo finalmente se integró con, Tedder como vocalista, Filkins en la guitarra y en los coros, Eddie Fisher en la batería, Brent Kutzle en el bajo y violonchelo, y Drew Brown en la guitarra. El nombre del grupo fue cambiado a OneRepublic después de que la compañía discográfica mencionó que el nombre de Republic podría causar controversia con otras bandas.
La banda trabajó en el estudio dos años y medio y grabó su primer álbum de larga duración. Dos meses antes de que el álbum fuera lanzado, (con "Sleep" como su primer sencillo), OneRepublic fue eliminado por Columbia Records. La banda estaba empezando a ganar protagonismo en MySpace; Tedder dijo que era el artista número uno sin firmar en MySpace, y acreditó la página web para mantener a la banda unida. La banda llamó la atención de un número de disqueras, incluyendo Mosley Music Group de Timbaland. La banda pronto firmó en la compañía, convirtiéndose en la primera banda de rock en hacerlo.

### 2007 - 2009: Dreaming Out Loud
El álbum debut de OneRepublic, Dreaming Out Loud, fue lanzado al mercado musical el 20 de noviembre de 2007, y debutó en el número 14 en los Estados Unidos vendiendo en su primera semana 75.000 unidades. La recepción crítica al álbum varió de negativa a mixta. Allmusic le dio al álbum una revisión modesta, indicando el "disco suena un poco derivado", además "suena coherente y sin problemas es agradable".  Robert Christgau le dio al álbum una crítica negativa, y lo llamó un "fracaso". Rolling Stone le dio al álbum 2 de 5 estrellas, pero colocó a la banda en su lista "Artistas que tienes que Ver", que contó con diez artistas que, según la revista, "... están trayendo el futuro de la música a la actualidad."
Su primer sencillo, "Apologize", fue lanzado en su versión original en el álbum debut de la banda, Dreaming Out Loud. Timbaland, quien en ese momento era uno de los artistas/productores más reconocidos, se acercó a la banda para trabajar en un álbum recopilatorio en el que estaba trabajando, Shock Value. Timbaland reorganizó la canción un poco para darle más una sensación de R & B añadiendo coros, líneas de bajo y tambores. Esto, junto con el fuerte respaldo del nombre de Timbaland hizo de la canción un gran éxito tanto en Estados Unidos como a nivel internacional. Alcanzó su punto máximo en un número uno a nivel mundial, incluyendo ocho semanas consecutivas en la lista de Billboard Pop 100, posteriormente llegó a los tres primeros de la lista Billboard Hot 100. La canción vendió cinco millones de copias en los Estados Unidos solamente, recibiendo una certificación de cinco veces platino de la RIAA.  La canción fue un gran éxito internacional, alcanzando el número uno en dieciséis países, entre ellos Australia, Austria, Alemania, Italia, Nueva Zelanda y Suecia. También pasó trece semanas en el número uno en Canadá. Desde entonces se ha certificado a más de 2x Platino en 6 países de todo el mundo, incluyendo 4x Platino en Australia. Con la canción en última instancia, la banda ganó su primera nominación al Grammy por mejor actuación pop en un grupo o dúo. El segundo sencillo del álbum, "Stop and Stare", publicado en marzo de 2008, llegó a los diez primeros en ocho países en todo el mundo, incluyendo el número cuatro en el Reino Unido, y la cabeza de la lista británica de rock. También alcanzó el número doce en el Billboard Hot 100, y el número nueve en el Pop 100. Dentro de los sencillos adicionales incluyen "Say (All I Need)" y "Mercy". El álbum fue certificado Platino más tarde en los Estados Unidos y Alemania, así como el oro en Australia, Austria y Canadá.

### 2009 - 2011: Waking Up
El 4 de septiembre de 2008, la banda anunció durante un concierto en el Foro Londres en Inglaterra, que estaban trabajando en nuevas canciones para un nuevo álbum previsto para el verano del 2009(ya casi para diciembre). La banda tocó una de las nuevas canciones llamada "All the Right Moves". La banda se relocalizó en Denver, Colorado para completar el trabajo del álbum. Se creyó que el título del álbum sería "Today" (Hoy). El álbum, nombrado Waking Up, fue lanzado el 17 de noviembre de 2009. Una versión de lujo fue estrenado con pistas adicionales. Cuatro sencillos fueron lanzados del álbum: "All the Right Moves", "Secrets", "Marchin On", y "Good Life". "All the Right Moves" alcanzó el puesto número 18 en la lista Billboard Hot 100. El álbum recibió distintas reseñas de los críticos logrando el número 21 en la lista Billboard 200 y ha vendido más de 500 000 copias en los Estados Unidos. En 2011 fueron a los Teen Choice Awards nominados dos veces por "Good Life".

### 2013 - 14: Native
El 4 de febrero de 2012, OneRepublic anunció a través de Twitter que su tercer álbum estaba previsto para ser lanzado en 2013. A pesar de los rumores de que la canción «Life In Color» podría llegar a ser el primer sencillo del álbum, OneRepublic anunció a través de Twitter el 17 de marzo de 2012, que la canción podría ser un sencillo en algún momento, pero no el primero del disco. El 5 de abril de 2012, la banda también mencionó los títulos de tres nuevas canciones: «What U Wanted», «Burning Bridges» y «Let Get Lost». Junto a esto, la canción titulada «Feel Again» fue mencionada en un video de YouTube como un «potencial primer sencillo». El 6 de julio de 2012, OneRepublic anunció en Twitter que «Feel Again» sería el primer sencillo de su tercer álbum. La canción fue interpretada por primera vez en el programa matutino Good Morning America, el 10 de agosto. La canción empezó a tener difusión radial el 22 de agosto y fue lanzada el 27 de agosto. Una porción de los ingresos de las ventas del sencillo fueron donados a la campaña Every Beat Matters de la organización Save the Children. El video musical de «Feel Again» se lanzó en Vevo el 28 de agosto. En septiembre de 2012, OneRepublic anunció títulos de otras tres canciones: «Counting Stars», «Preacher» y «Something's Gotta Give». El 19 de septiembre de 2012, se anunció que el álbum llevaría de título Native. Tiempo más tarde, el 8 de enero de 2013, se lanzó el segundo sencillo del disco, «If I Lose Myself», y su video se estrenó el 24 de dicho mes. Finalmente, el álbum se lanzó a través del sello Interscope Records el 26 de marzo de 2013. El tercer sencillo, «Counting Stars» alcanzó la segunda posición en la lista Billboard Hot 100 e ingresó en el top cinco de países como Alemania, Austria, Nueva Zelanda, el Reino Unido y Australia.
En septiembre de 2014, OneRepublic lanzó el video musical de "I Lived", el sexto sencillo de su álbum Native. Tedder comentó que había escrito la canción para su hijo de 4 años de edad. El vídeo crea conciencia acerca de la fibrosis quística para lo cual aparece un adolescente de 15 años, de nombre Bryan Warnecke que vive con dicha enfermedad. Una remezcla fue lanzada para la campaña de Coca-Cola [RED] para luchar contra el SIDA.

### 2015-2018:Oh My My
En noviembre de 2014, el grupo tuiteó fotos con los títulos: "Grabación de Hotel, Polonia. Disco 4" y "Es la media tarde, estamos trabajando en un nuevo álbum, y esta es la vista ..... el LP 4 es súper divertido".  En abril de 2015, Ryan Tedder declaró en una entrevista que OneRepublic iba en una dirección totalmente nueva y que todavía habrían de escuchar algún sonido parecido al de antes. El guitarrista Drew Brown dijo que están muy emocionados por ello y piensan que es lo mejor que han hecho.  En junio de 2015, Tedder anunció que estaban trabajando en una canción titulada “Colors”, que era la favorita hasta el momento de Ryan, según comentó. En ese mismo mes, mostraron un video trabajando en nuevas melodías para el álbum.

En septiembre de 2015, se confirmó que el próximo cuarto álbum de estudio de la banda sería lanzado a principios de 2016. El 9 de septiembre, en uno de los eventos para los medios de Apple, que se celebró en el Bill Graham Civic Auditorium de San Francisco, el CEO de Apple, Tim Cook, concluyó el evento mediante una breve introducción de la banda para una actuación sorpresa, un conjunto de 3 canciones.  En noviembre, OneRepublic dijo en Twitter, 
"Sí, buscamos una ocasión para lanzar un sencillo ahora. No se puede decir cuándo, pero sí que para el próximo año. ¡Tengo que reducir las canciones ahora! "
En febrero de 2016, la banda confirmó a través de Twitter que la versión de lujo del álbum incluirá un documental de 45-60 minutos  y que ya escogieron el primer sencillo del álbum. El 18 de abril de 2016, la banda publicó una carta escrita a mano en su página web y se pusieron en una cuenta regresiva al 12 de mayo a las 9 PM. Comenzaron a enviar tarjetas postales a los aficionados de todo el mundo diciendo que el primer sencillo del cuarto álbum se llamaría "Wherever I Go". El 9 de mayo, OneRepublic anunció que lanzará su nueva canción el 13 del mismo mes. Interpretarian el sencillo en la final de La Voz de Italia el 25 de mayo de 2016. También tocarían en MTV Music Evolution Manila 2016, el 24 de junio y en BBC Radio 1's Big Weekend en Exeter el domingo 29 de mayo.
El 13 de mayo de 2016, el primer sencillo "Wherever I Go" del próximo álbum fue lanzado. Seguido de su videoclip, el 17 de mayo a través de su cuenta oficial de YouTube. El 3 de agosto, el sencillo principal del álbum, "Kids", se anunció. La canción fue lanzada el 12 de agosto. El 25 del mismo mes, la fecha de lanzamiento final del álbum bautizado Oh My My fue programada para el 7 de octubre de 2016. La semana siguiente, las portadas del álbum fueron reveladas.
El 27 de abril de 2017, el vocalista principal y compositor principal de OneRepublic, Ryan Tedder, publicó una publicación en Facebook que revela el futuro de la banda en el lanzamiento de nuevo material. En la publicación, declaró que se ocupó de la "ansiedad paralizante" y se enfermó debido a las constantes giras, grabaciones y promoción de los lanzamientos de la banda. Aclaró que OneRepublic lanzaría "nueva música tan a menudo como sea humanamente posible ... mensual, semanal a veces", partiendo del típico sistema de ciclo de álbum. Los sencillos que han lanzado desde el anuncio fueron "No Vacancy", "Truth to Power", "Rich Love" y "Born to Race".

### 2018-2021:Human
En septiembre de 2017, Tedder declaró en un concierto que la banda había comenzado a trabajar en su quinto álbum de estudio que se lanzaría en algún momento de 2018. Calculó que habría entre 7 y 8 canciones en el álbum. Además, aparecieron en la canción de Kygo «Stranger Things» para su segundo álbum de estudio Kids in Love, lanzado en 2017. Además, esta canción recibió un remix del DJ noruego Alan Walker. El 16 de mayo de 2018, «Start Again», se lanzó un sencillo con Logic en YouTube y otras plataformas. El sencillo formó parte de la banda sonora de la temporada 2 de la serie de Netflix, 13 Reasons Why. 
El 3 de enero de 2019, Ryan Tedder anunció a través de su Twitter oficial que un nuevo álbum saldría en algún momento en 2019. El sencillo principal del próximo material «Rescue Me» se estrenó el 17 de mayo de 2019 y alcanzó el número cinco en el Billboard Bubbling Under Hot 100 de Estados Unidos. El segundo sencillo «Wanted» se publicó el 6 de septiembre de 2019, y alcanzó el número nueve en la misma lista.  El 15 de septiembre del mismo año, divulgo el nombre del álbum y anunció que se lanzará en noviembre de 2019. También agregó que los sencillos «Rescue Me» y «Wanted» estarán en el álbum. Más tarde, el 19 de noviembre de 2019, Tedder dijo que el álbum está planeado para ser lanzado en la primavera de 2020.
Tedder luego reveló, que el álbum se había retrasado hasta el segundo trimestre de 2020 porque era «físicamente imposible terminar un álbum en el período de tiempo que pensamos haber necesitado», y él creía que el álbum no sería exitoso si fuera lanzado entre los eventos de Acción de Gracias y Navidad. Previamente al lanzamiento de la producción se lanzó el tercer sencillo «Didn't I» junto con el pedido anticipado del álbum el 13 de marzo de 2020.
Finalmente, el álbum Human, el quinto de estudio de la banda, vio la luz el 27 de agosto de 2021. El quinteto de Colorado anunciaba, a su vez, nueva gira de conciertos por Europa.

### 2022-presente:Artificial Paradise
En febrero de 2022, OneRepublic lanzó la canción "West Coast". La canción aparecerá en el próximo sexto álbum de estudio de OneRepublic, Artificial Paradise. La canción es una oda al estado estadounidense de California y evoca sonidos clásicos de California de los años 60, provenientes de grupos como The Beach Boys y The Mamas and the Papas, junto con la inspiración de Gorillaz. Ha sido un favorito de la banda y de los fanáticos durante mucho tiempo, y finalmente se convirtió en el tono de su sexto trabajo de estudio. Comenzaron a trabajar en “West Coast” durante el proceso de producción de su álbum de 2016, Oh My My, pero terminaron dejándolo para más adelante. Se utilizó una versión anterior de la canción para el éxito de U2 de 2017, “Summer of Love”, que en realidad convirtió la demostración original en una canción pacifista.
El 1 de abril, OneRepublic lanzó "You Were Loved" como sencillo con el DJ y productor Gryffin. El 13 de mayo de 2022, la banda lanzó "I Ain't Worried", el segundo sencillo de la banda sonora de la película Top Gun: Maverick. También aparecerá en su próximo sexto álbum de estudio. El 31 de enero de 2023, Ryan Tedder confirmó en The Great Creators with Guy Raz que subirá avances de canciones en las redes sociales y dejará que el público elija el próximo sencillo. El 26 de mayo de 2023, OneRepublic lanzó el sencillo "Runaway", que se ubicó en el puesto 58 en la lista de sencillos irlandeses y en el número 6 en el Top 40 holandés. El 22 de septiembre, OneRepublic lanzó el sencillo "Mirage " con Mishaal Tamer para Assassin's Creed Mirage. Se lanzó un vídeo musical junto con la canción. También lanzaron el sencillo navideño "Dear Santa" el 21 de octubre.
La banda lanzó el sencillo "I Don't Wanna Wait" con el productor francés David Guetta. La canción interpola "Dragostea Din Tei" de O-Zone. La banda lanzó el tema final "Nobody" para el anime Kaiju n.º 8 que se estrenó el 13 de abril de 2024. La banda lanzó la canción "Fire" con Meduza y Leony en promoción de la UEFA Euro 2024.
El 6 de junio de 2024 anunciaron a través de sus redes sociales que "Artificial Paradise" será lanzado el 12 de julio. El sencillo "Hurt" fue lanzado el 5 de julio.

## Estilo musical e influencias
El variado estilo musical de OneRepublic ha sido descrito por Ryan Tedder: 
"En lo que estamos no se hace distinción de genero. Si se trata de una buena canción o un buen artista, ya sea rock, pop, indie o el hip hop, que probablemente ha influido en nosotros en algún nivel.. .. no hay nada nuevo bajo el sol, somos una suma de un montón de piezas ". 
Citan a The Beatles y U2 como sus mayores influencias en su música. OneRepublic ha expresado su deseo de mover a los oyentes en el escenario tal y como U2 lo hace.

## Miembros de la banda

### Miembros actuales
El grupo está conformado porː
- Ryan Tedder (vocalista, piano, guitarra, Instrumento de teclado, bajo, batería, percusión)  (2002–presente)
- Zach Filkins (guitarra, viola, coros, batería, percusión) (2002–presente)
- Drew Brown (guitarra, coros, piano, teclados, marimba, bajo, batería, percusión) (2002–presente)
- Brent Kutzle (bajo, violonchelo, coros, guitarra, piano, teclados, batería, percusión)(2002–presente) (2007–presente)
- Brian Willett (teclados, coros, batería, percusión)

### Miembros de gira
- Brian Willett  (teclados, coros, batería, percusión)

### Miembros anteriores
- Jerrod Bettis (batería, percusión)
- Tim Myers (bajo, guitarra, teclados, percusión, batería, coros)

## Discografía
Álbumes de estudio
- 2007: Dreaming Out Loud
- 2009: Waking Up
- 2013: Native
- 2016: Oh My My
- 2021: Human
- 2024: Artificial Paradise

Bandas Sonoras
- 2022: Top Gun: Maverick

## Giras
- 2008-2009: Tag This Tour
- 2010-2012: Good Life Tour
- 2013-2015: The Native Tour
- 2017: Honda Civic Tour
- 2022: Never Ending Summer Tour
- 2024: The Artificial Paradise Tour

### Filipinas
- MTV Pinoy Music Evolution '16 con Apink, Bebe Rexha, Nadine Lustre, James Reid and More! (24 de junio de 2016 en SM Mall of Asia Concert Grounds, Ciudad de Pasay )[41]

## Premios y nominaciones
OneRepublic ha ganado varios premios de la música y ha obtenido muchas nominaciones, incluyendo las de los American Music Awards, Billboard Music Awards, World Music Awards, y los Premios Grammy.